# Porta Schiavonia

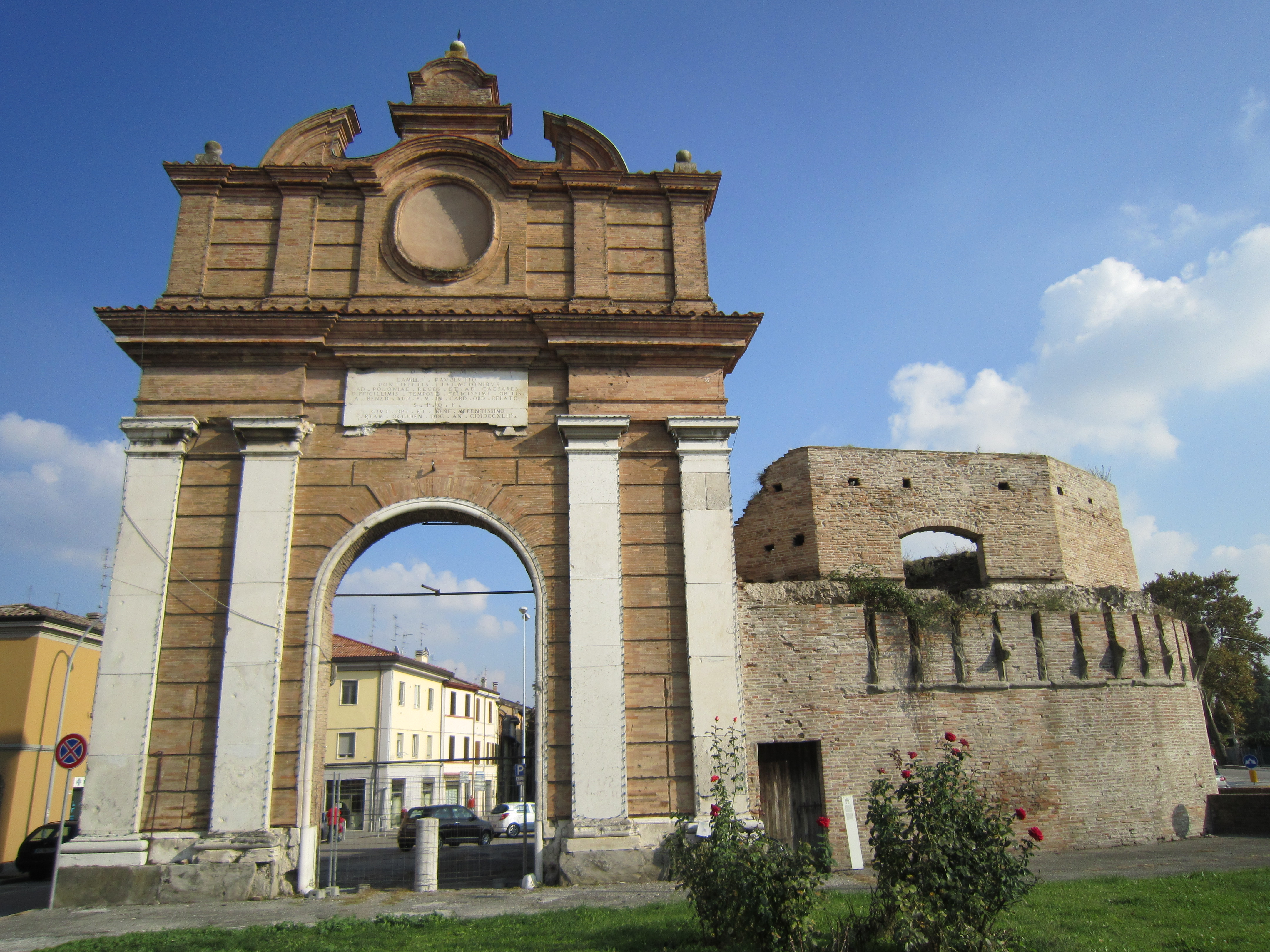
Facciata di Porta Schiavonia

Porta Schiavonìa è l'unica porta rimasta della cinta muraria di Forlì. Si trova all'ingresso ovest della città lungo la Via Emilia davanti al fiume Montone.

## Storia

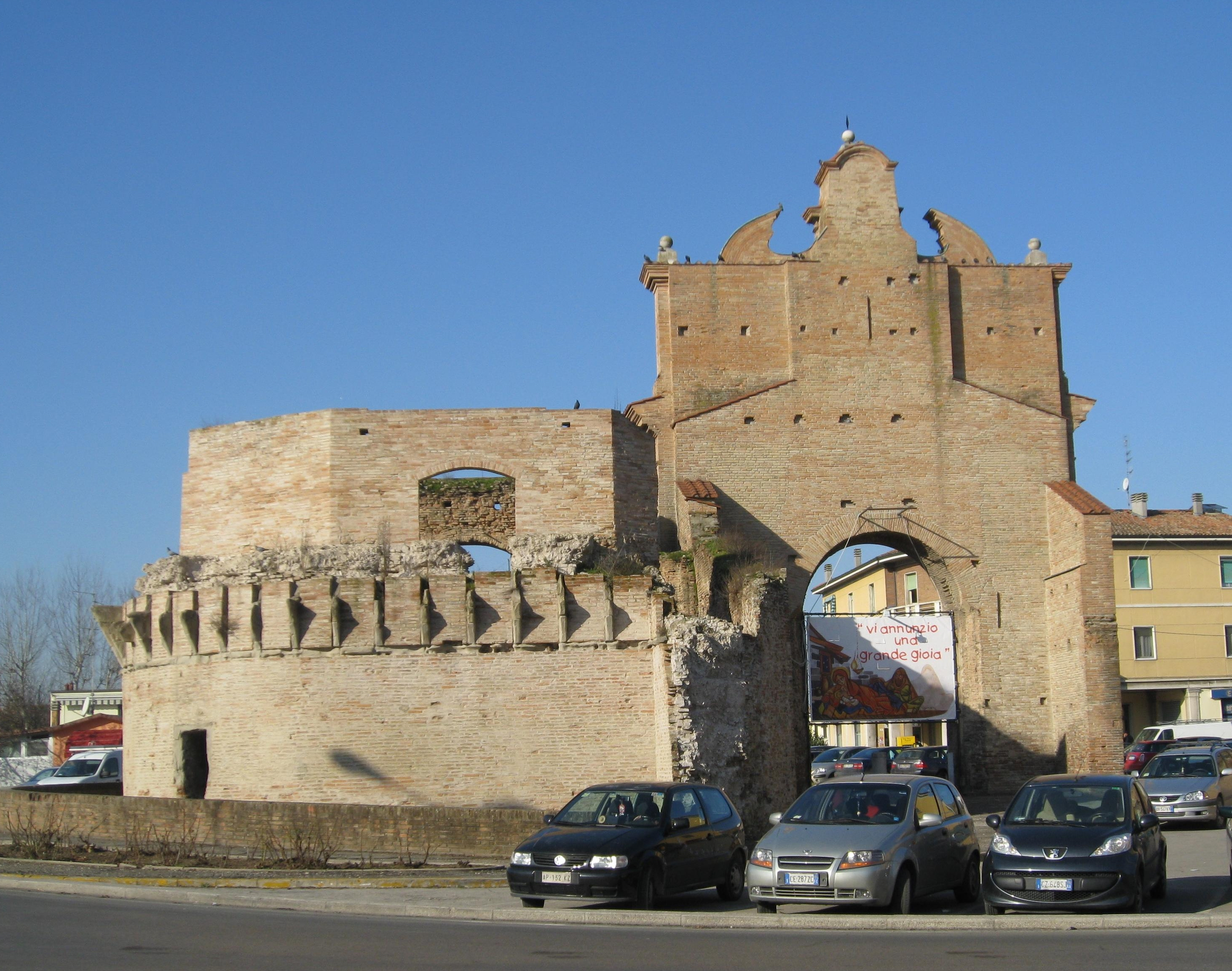
Il retro di Porta Schiavonia

Ne La cronaca Morattiniana, trattando degli avvenimenti del 1282, viene menzionato un burgus qui erat extra porta Sclavanie (il borgo che era fuori da porta Schiavonia) e ciò dimostra che già all'epoca esisteva un borgo fuori dalla città e che vi si poteva accedere per mezzo della porta.
Le porte che si aprivano a occidente, in direzione di Faenza, erano due: la Porta Liviense (detta anche  Valeriana), in fondo all'attuale via dei Battuti Verdi, che permetteva il passaggio della via Consolare, e porta Schiavonia. La prima tuttavia venne chiusa da Francesco II Ordelaffi nel 1356 durante l'assedio del cardinale Egidio Albornoz, e fu demolito anche il ponte che valicava il fiume Montone. Porta e ponte non furono più riedificati e ne risultò che la strada consolare venne dirottata verso Porta Schiavonia, che così col tempo prese ad assumere sempre maggiore importanza, tanto che nel 1407 il cardinale Cossa, per proteggere in maniera più efficace l'ingresso della città, vi fece erigere una rocchetta, poi spianata da Giorgio Ordelaffi nel 1413.
Fu nuovamente ricostruita tra il 1438 e il 1499 ma, nel 1556, in previsione di una guerra contro la Spagna, la porta fu demolita e riedificata per ordine di papa Paolo IV in una posizione più consona.
Nel 1623, per ordine del cardinale Domenico Rivarola, venne nuovamente atterrata.

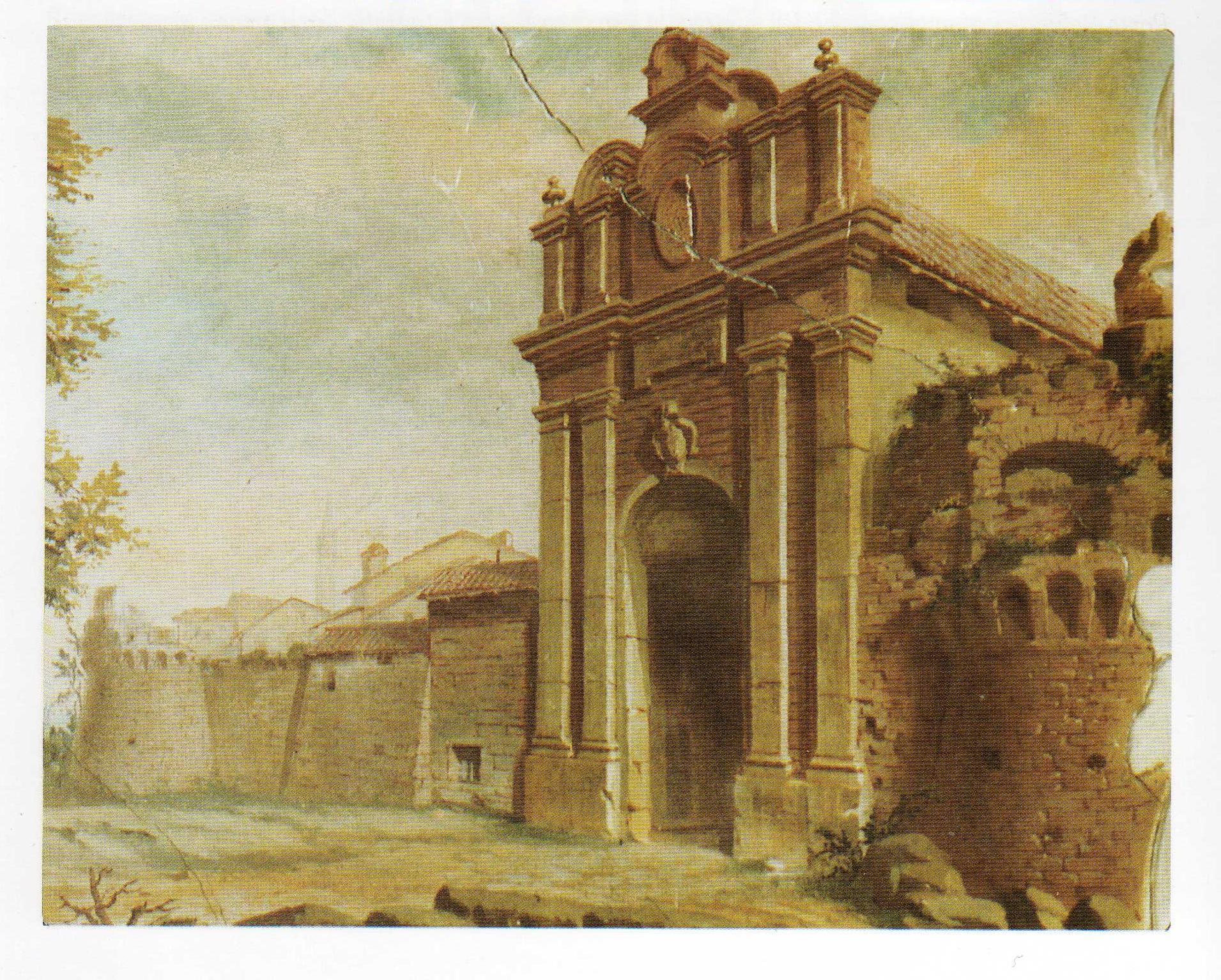
Porta schiavonia come appariva nel '700 secondo un affresco del Palazzo Orsi-Mangelli

Riedificata nelle forme attuali nel 1743, durante il corso del '700 la porta fu decorata con un arco eretto in onore e gloria del cardinale Camillo Merlini Paulucci il quale, in ritorno dalla Polonia, aveva favorito l'ascesa al trono di Augusto III. La lunetta che guarda il ponte in direzione di Faenza era decorata con un'immagine della Madonna del Fuoco e dei Santi Valeriano e Mercuriale. Venne di seguito adornata con il busto del cardinale Camillo Paulucci de Calboli, poi rimosso nel 1859.
L'arco settecentesco era costituito da un corpo centrale (una sorta di ampio androne) e una facciata sulla quale, adagiato in una nicchia, appariva un dipinto raffigurante la Madonna del Fuoco tra i santi Mercuriale e Valeriano, patroni di Forlì. L'androne fu demolito nel 1933 quando si decise di conservare solo la facciata principale.
Durante la ristrutturazione urbanistica avvenuta a Forlì nel 1905, in cui fu abbattuta la cinta muraria e le porte (Porta San Pietro, Porta Ravaldino e Porta Cotogni), Porta Schiavonia venne risparmiata.
Della Rocchetta di Schiavonia sopravvivono, adiacenti alla porta, resti del torrione. Lungo Via del Portonaccio sono ancora visibili tratti della cinta muraria.
Riguardo al nome della porta si sono formulate varie ipotesi; una di queste suggerisce che l’area su cui essa sorge fosse abitata dai forlivesi fatti schiavi da Alarico nel 400 e poi liberati grazie all’intervento di San Mercuriale.

## Descrizione
La porta è realizzata in stile barocco e presenta un arco monumentale a tutto sesto.

## Galleria d'immagini

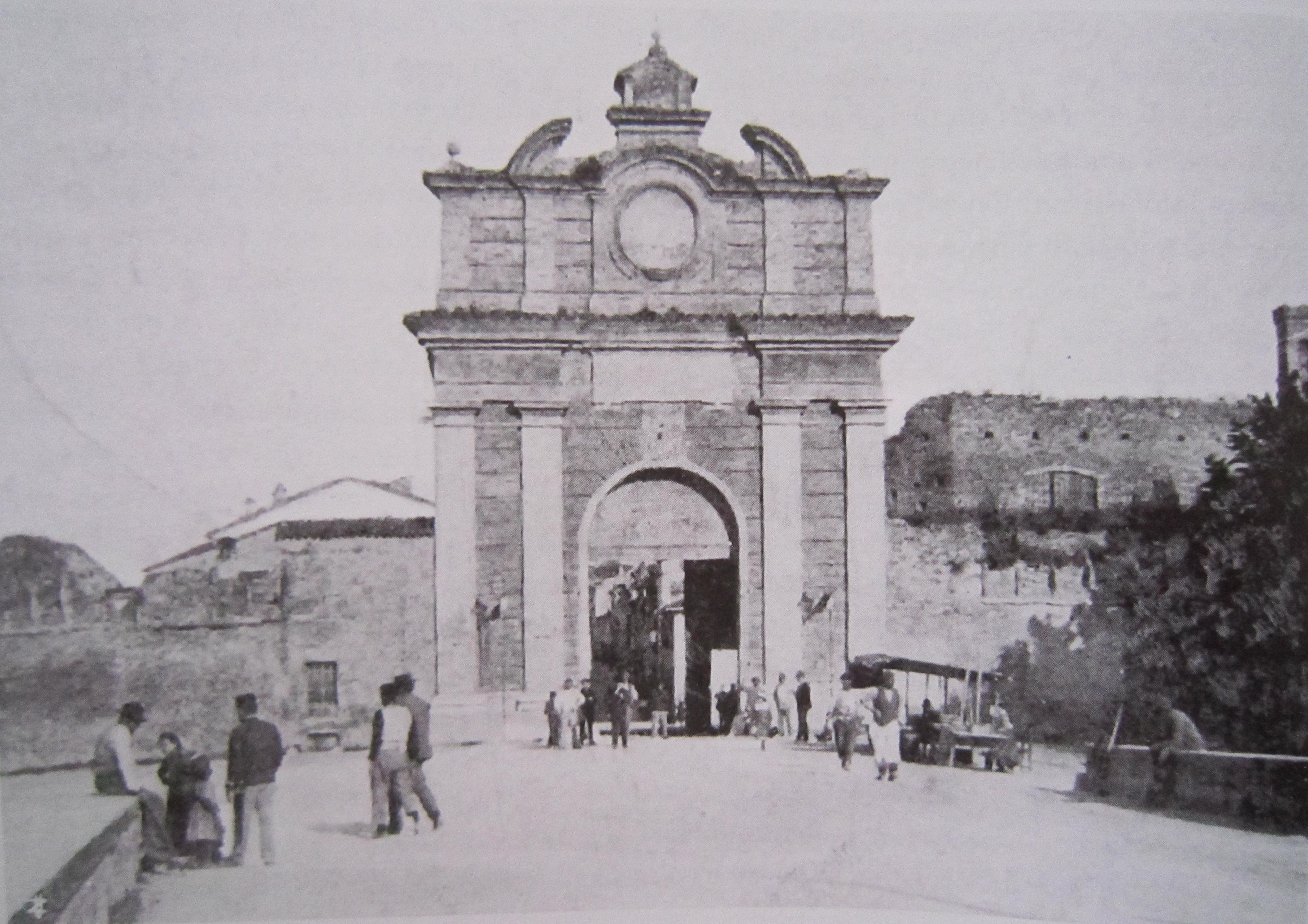
La porta prima del 1903
Porta Schiavonia: sulla destra si nota, sulle scale, l'addetto comunale intento ad accendere l'illuminazione a gas
Veduta dalle rive del Montone
Panoramica
Porta Schiavonia nel dopoguerra. Notare come gli ornamenti nella parte superiore siano andati perduti durante il conflitto, per poi essere ripristinati